# Perikoala
Perikoala és un gènere de marsupial extint del qual s'han trobat fòssils a Austràlia. Visqué entre el Miocè i el Pliocè i és un parent proper del coala d'avui en dia.